# Фамагуста (залив)

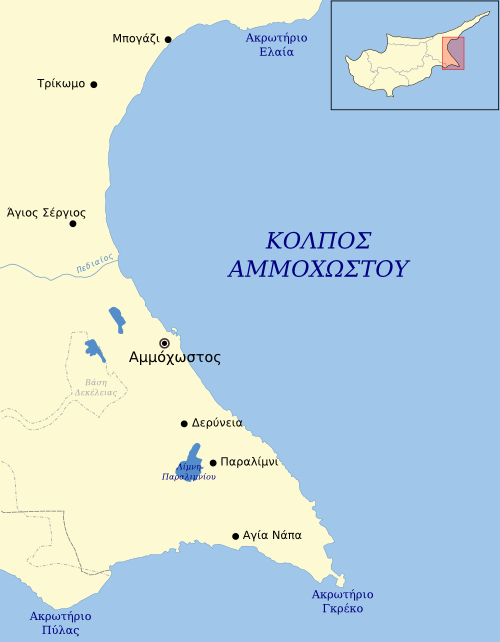
Залив Фамагуста

Фамагуста (греч. Κόλπος της Αμμόχωστου, тур. Mağusa Körfezi) — залив на юго-восточном побережье Кипра. Залив вдаётся в сушу между мысом Греко — крайней юго-восточной оконечностью острова Кипр — и мысом Элайя на севере. Побережье залива от мыса Греко тянется на 18 миль (29 км) на северо-северо-запад, затем на 6 миль (9,7 км) на север и 6,5 мили (10 км) на северо-восток и восток до мыса Элайя.
Примерно в 12 милях к северо-северо-западу от мыса Греко располагается город Фамагуста. Бухту города отделяет от основной акватории цепочка низких каменистых островов и отмелей, протянувшаяся на северо-северо-запад. В 3 милях к северу от Фамагусты на побережье залива находятся руины античного порта Саламина. Ранее рядом с Саламином в залив Фамагуста впадала самая длинная река Кипра Педиеос, однако затем её воды были отведены в ирригационные водохранилища возле деревень Ахериту и Куклия западнее города Фамагуста. Примерно в 1,5 мили к север-западу от Саламина расположена деревня Айос-Сергиос (Ени-Богазичи), а в 8 милях — деревня Богаз. В 3 милях к западу от мыса Элайя в сушу примерно на милю вдаётся небольшой залив Гастрия, на берегу которого расположена одноимённая деревня и развалины замка.
Спокойная летняя погода в акватории залива продолжается до середины октября. В зимние месяцы, начиная с ноября, в акватории преобладают сильные восточно-северо-восточные ветры, сопровождающиеся высокими волнами. Северные ветры холодные, сопровождаются зыбью.